# Domenico Matteucci
Domenico Matteucci (Ravenna, 1º marzo 1895 – 19 luglio 1976) è stato un tiratore a segno italiano, medaglia di bronzo ai Giochi olimpici di Los Angeles 1932, nella gara vinta dal concittadino ravennate Renzo Morigi.

## Palmarès
| Anno | Manifestazione  | Sede        | Evento       | Risultato | Tempo | Note  |
| ---- | --------------- | ----------- | ------------ | --------- | ----- | ----- |
| 1932 | Giochi olimpici | Los Angeles | Pistola 25 m | Bronzo    | 37 pt | [ 1 ] |